# P. King Duckling
A P. King Duckling 2016-tól futó egy amerikai-kínai televíziós 3D-s számítógépes animációs sorozat, amelynek alkotója Josh Selig. A rendezője Eddy Bo Fan, Julian Kauffmann, Yihong Zhang és Mei Zhao, a zeneszerzője Sam Retzer és Dong Liu, a producerei Nicole Torre, Mary Tai és Bing Yan. A tévéfilmsorozat a Uyoung Animation és a Little Airplane Productions gyártásában készült. Műfaját tekintve kalandfilmsorozat- és filmvígjáték-sorozat. Amerikában 2016. november 7-étől a Disney Junior vetíti, Magyarországon is a Disney Junior vetítette volna, de közben megszűnt.

## Ismertető
P. King Duckling a címszereplőről egy fiatal kacsáról szól, aki két legjobb barátjával Chumpkinsszel és Wombattal kalandokat él át Hilly Hole városában.

## Szereplők

### Főszereplők
| Szereplő         | Angol hang     |
| ---------------- | -------------- |
| P. King Duckling | Marc Thompson  |
| Wombat           | Courtney Shaw  |
| Chumpkins        | Benjie Randall |

### Visszatérő szereplők
| Szereplő       | Angol hang |
| -------------- | ---------- |
| Hippo          | TBA        |
| Greg the Goose | TBA        |

## Évados áttekintés
| Évad | Évad | Epizódok | Eredeti sugárzás   | Eredeti sugárzás     | Magyar sugárzás    | Magyar sugárzás |
| Évad | Évad | Epizódok | Évadpremier        | Évadfinálé           | Évadpremier        | Évadfinálé      |
| ---- | ---- | -------- | ------------------ | -------------------- | ------------------ | --------------- |
|      | 1    | 26       | 2016. november 7.  | 2017. április 21.    | 2017. november 20. | Leadatlan       |
|      | 2    | TBA      | 2016. november 10. | 2021. szeptember 15. | Leadatalan         | Leadatalan      |